# لويس أندرسون (لاعب دوري الرغبي)
لويس أندرسون (بالإنجليزية: Louis Anderson)‏ هو لاعب دوري الرغبي نيوزيلندي، ولد في 27 يونيو 1985 في مقاطعة نورثلاند في نيوزيلندا.

## روابط خارجية
- لويس أندرسون على موقع ItsRugby.co.uk (الإنجليزية)